# Euchiton traversii
Euchiton traversii là một loài thực vật có hoa trong họ Cúc. Loài này được (Hook.f.) Holub mô tả khoa học đầu tiên năm 1974.